# RPG–2
Az RPG–2 (oroszul: РПГ–2; Ручной противотанковый гранатомёт) a Szovjetunió első rendszeresített kézi páncéltörő gránátvetője. GRAU-kódja 56–G–660.

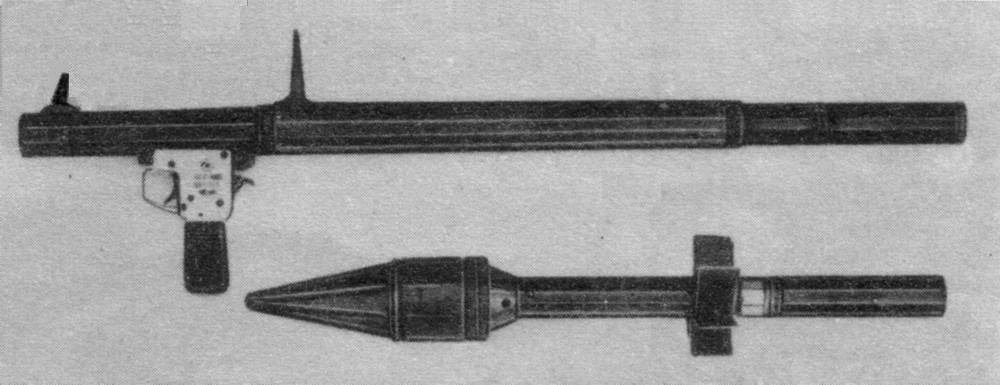
Az RPG–2 gránátvető (felül) és a PG–2 gránát (alul)

## Története
Az első hatékony, harcban is eredményesen alkalmazható reaktív páncéltörő gránátvetők már a második világháború alatt megjelentek. A Szovjetunió azonban ekkor még nem rendelkezett használható páncéltörő gránátvetővel. Az RPG–1 típusjellel a német Panzerfaust lemásolásával elkészített fegyverrel 1944–1945-ben számos kísérletet végeztek, de rendszeresíthető fegyvert nem sikerült készíteni. A Panzerfaust továbbfejlesztésével 1947-ben alakították ki az RPG–2 kézi páncéltörő gránátvetőt a hozzá tartozó PG–2 gránáttal, majd 1949-ben a fegyvert rendszeresítették a Szovjet Hadseregben, később pedig megjelent a Szovjetunióval szövetséges országok hadseregeiben is. Pontatlansága és viszonylag alacsony lőtávolsága miatt nem számított hatékony fegyvernek. Az 1960-as évek elejétől kezdték felváltani a korszerűbb RPG–7 gránátvetővel. A Szovjetunión kívül Egyiptomban, Kínában és Vietnámban is gyártották.

## Szerkezeti kialakítása és műszaki jellemzői

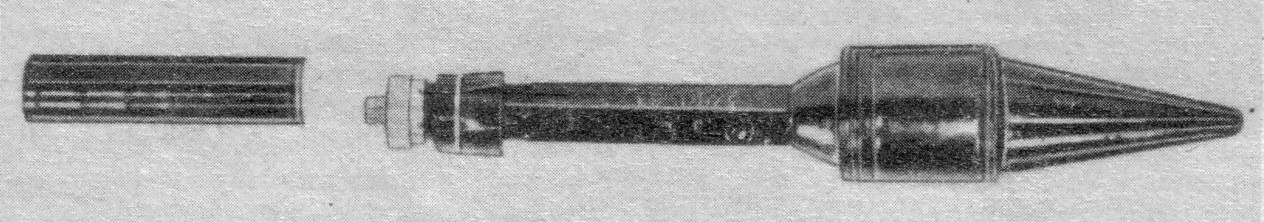
A PG–2 páncéltörő gránát szállítási helyzetben (a hajtótöltet külön van). A stabilizátor-szárnyak behajtogatott állapotban láthatók.

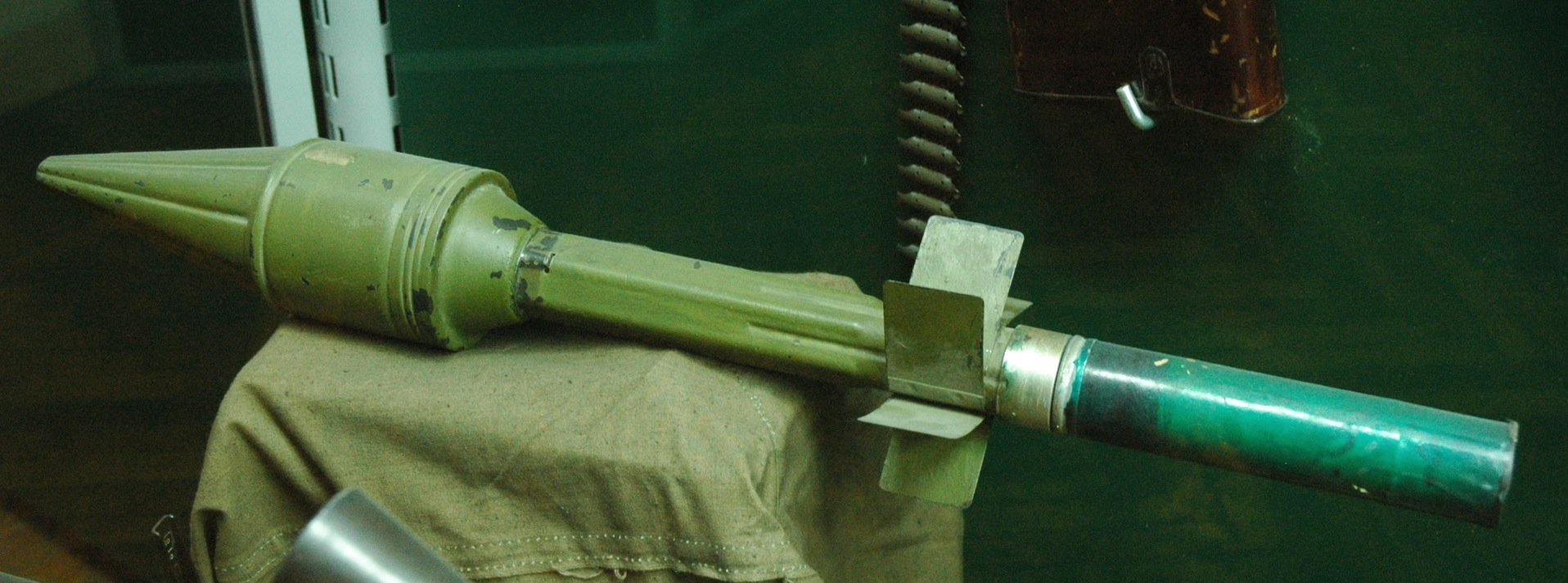
Az Ukrán Fegyveres Erők Központi Múzeumában kiállított PG–2 gránát

Az RPG–2 gránátvető egy 40 mm-es acélcső, amelynek középső része faborítást kapott. Ez a rakétahajtású gránát égéstermékei által felmelegített indítócsőtől védte a kezelőt. A faborítás a nagyon alacsony környezeti hőmérséklet esetén is kényelmesebb kezelhetőséget biztosított. Az indítócső egy egyszerű, 150 m-es lőtávolságra beállított nyílt irányzékot kapott, amely hordhelyzetben behajtható volt. A pisztolyszerű markolatba építették be az elsütőszerkezetet. A felhúzott, megfeszített kakas az elsütőbillentyű elhúzását követően az ütőszegre csapott. Az ütőszeg a gránát oldalán elhelyezett csappantyúba csapódva indította a gránát rakétahajtóművét. A csappantyú megfelelő pozicionálása érdekében a gránátot úgy kellett betölteni, hogy a gránáton lévő kis csap illeszkedjen az indítócső elülső nyílásánál kiképzett horonyba.
A gránátvető PG–2 típusú kumulatív páncéltörő gránáttal tüzelt, amelynek páncélátütő képessége 180 mm. A robbanótöltetet tartalmazó hengeres test átmérője 82 mm, a gránátot elölről egy áramvonalas kúp zárja, amely alatt a kumulatív tölcsér helyezkedik el. A gránát fejrésze mögött található a stabilizátor, amely egy vékonyabb alumínium csövön elhelyezett, szállítási helyzetben a csőre hajtogatott hat darab hajlékony stabilizátor-szárnyból áll. A rakétahajtómű a stabilizátor mögött helyezkedik el. Ezt külön tárolták, alkalmazás előtt a gránátra kellett szerelni. A hajtótöltetet kartonpapírból készült tubusba préselték. A gyújtó a hengeres fejrész és a stabilizátor-cső csatlakozásánál kapott helyet. A tehetetlenségi gyújtó egy indítótöltetet gyújtott be, amely a főtöltetet indította.
A gránátot alacsony, 84 m/s-os kezdősebessége miatt mozgó célokra legfeljebb 100 m-ig lehetett hatásosan alkalmazni. Álló célok esetén 150 m volt a maximális lőtávolsága. Pontossága erősen függött az időjárási viszonyoktól, különösen a szélre volt érzékeny.
Működését tekintve lényegében űrméret feletti, hátrasiklás nélküli lövegnek tekinthető, mert a hajtótöltet már az indítócsőben kiég, a gránátnak nincs repülés közben is működő menethajtóműve.

## Alkalmazása
A Szovjetunióban és a Varsói Szerződés több más országában is rendszeresítették, a gépesített lövész alakulatok raj-szintű fegyvere volt. A fegyvert ugyan egy ember is kezelhette, a gyakorlatban azonban leginkább két fő szolgálta ki. Az egyik kezelő hordozta a gránátvető csövet, valamint három gránátot a hátára erősített tokban. A másik, gépkarabéllyal is felszerelt lövész pedig további három gránátot vitt a hátán.
A fegyvert harci körülmények között a vietnámi háborúban az észak-vietnámi csapatok alkalmazták nagy mennyiségben.

## Típusváltozatok
- 56-os típus – Kínában gyártott másolat
- B40 és B50 – Vietnámban gyártott licencváltozat
- PG–7 – Egyiptomi másolat

## Műszaki adatai

### Indítóberendezés
- Űrméret: 40 mm
- Hossz: 1200 mm (gránáttal)
- Tömeg: 4,48 kg (gránáttal)

### Gránát
- Legnagyobb átmérő: 80 mm
- Induló tömeg: 1,84 kg
- Kezdősebesség: 84 m/s

### Gránát harcászati jellemzői
- Hatásos lőtávolság: 150 m
- Páncélátütő képesség: 180 mm

### Gyújtószerkezete
- DK–2 fenékgyújtó

## Külső hivatkozások
- Részlet-fotók az indítóberendezésről (B40 vietnámi változat) (angolul)